# 1911 في نيوزيلندا
فيما يلي قوائم الأحداث التي وقعت خلال عام 1911 في نيوزيلندا.

## سياسة

### تعيين في المنصب
- 1 يناير – جون باين عضو مجلس النواب النيوزيلندي ‏.
- 20 نوفمبر – جون روبرتسون عضو مجلس النواب النيوزيلندي ‏.

### انتهاء فترة المنصب
- 1 يناير – جون دونكان عضو مجلس النواب النيوزيلندي ‏.
- 1 يناير – جون غراهام عضو مجلس النواب النيوزيلندي ‏.
- 1 يناير – روبرت سكوت عضو مجلس النواب النيوزيلندي ‏.

## مواليد

### يناير
- 24 يناير – كلايف هولم[1]

### فبراير
- 28 فبراير – جاك أ. دبليو. بينيت[2]

### مارس
- 22 مارس – رون سكارليت

### أبريل
- 17 أبريل – فريدي فرينش

### مايو
- 4 مايو – بييت فان أش مصور نيوزيلندي.
- 17 مايو – بيل غالاغير

### يونيو
- 9 يونيو – ليزلي غروفز لاعب كريكت نيوزلندي.
- 10 يونيو – غريتا ستيفنسون

### أغسطس
- 21 أغسطس – سومرز كوكس مُجدّف نيوزيلندي.

### سبتمبر
- 29 سبتمبر – هاري لاك سياسي نيوزيلندي.

## وفيات

### مارس
- 17 مارس – جورج سامبسون (مواليد 1845) لاعب كريكت نيوزلندي.

### أبريل
- 12 أبريل – جون بلير (مواليد 1871)

### يوليو
- 12 يوليو – إلدون جورست (مواليد 1861) دبلوماسي بريطاني.[3]